# Adam Bros
Adam Bensoussan, né le 30 avril 2001, plus connu sous le pseudonyme d'Adam Bros, est un vidéaste français.
Depuis 2016, il propose sur sa chaîne YouTube des vidéos d'analyse sociologique des phénomènes de la pop culture.

## Biographie

### Enfance et éducation
Né en 2001, Adam Bensoussan est issu d'une famille appartenant au milieu des arts et du spectacle. Son père est producteur d'émissions télévisées et son grand frère est humoriste,.
Il obtient son baccalauréat en 2018 puis entame des études de communication au CELSA,.

### Chaîne Youtube
Il commence sa carrière sur Youtube en 2012 en publiant des vidéos de divertissement, puis lance, en 2016, une chaîne thématique orientée sur l'analyse sociologique des phénomènes de la pop culture. En parallèle, il commence à être rémunéré pour ses vidéos et démarre, avec l'aide de son père, une activité d'auto-entrepreneur,.
Après avoir utilisé son vrai nom dans un premier temps, il lance un sondage dans son cercle d'amis et prend le pseudonyme d'Adam Bros qui est à la fois un calembour et un hommage à Mario, plombier des jeux vidéo.
Le choix des sujets dépend de l'actualité ou des commentaires laissés sur sa chaîne par les internautes. Concernant sa vidéo sur la série La casa de papel, Adam Bros indique ainsi avoir choisi ce sujet après avoir regardé la première saison sur les conseils de ses abonnés.
Outre les séries télévisées, la musique et le cinéma, ses vidéos analysent également le monde des réseaux sociaux, comme le problème du voyeurisme concernant les couples d’influenceurs ou encore la question de l’addiction aux réseaux sociaux, le tout dans une approche pédagogique,.
Le vidéaste analyse également les dérives de l'industrie musicale, comme les méthodes frauduleuses utilisées par certains artistes pour gonfler artificiellement leur audience (via des robots ou en passant par exemple par des agences spécialisées dans la vente d’écoutes).
Avec une nouvelle vidéo chaque semaine, la chaîne d'Adam Bros atteint les 21 000 abonnés en 2018, puis les 150 000 en 2022.

### Autres activités
Depuis le printemps 2018, il réalise des décryptages de l'actualité avec des lycéens et des experts sur la chaîne vidéo du magazine Phosphore.